# خديجة اسماعيلوفا
خديجة سماعيلوفا (بالأذرية: Xədicə İsmayılova)‏ (مواليد 27 مايو 1976) هي صحفية استقصائية ومذيعة راديو أذرية. تعمل في إذاعة أوروبا الحرة. وهي عضو في مشروع كشف الجريمة المنظمة وتقارير الفساد (OCCRP). في ديسمبر 2014 تم اعتقال خديجة بتهمة التحريض على الانتحار، ووصفت منظمات حقوق الإنسان التهمة بالمزيفة. في 1 سبتمبر 2015 حُكم على خديجة بالسجن لمدة 7 سنوات ونصف بتهمة الاختلاس والتهرب الضريبي. في 25 مايو 2016 أفرجت المحكمة العليا الأذرية عن خديجة ووضعها تحت المراقبة.